# Alexander Hrennikoff

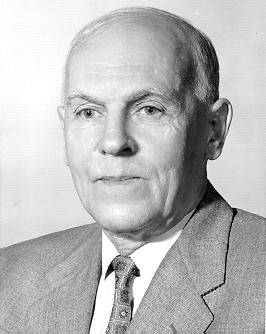
Alexander Hrennikoff

Alexander Hrennikoff, russisch Александр Павлович Хренников, Transkription Alexander Pawlowitsch Chrennikow, im Englischen auch Aleksandr Pavlovich Khrennikov transkribiert, (* 11. November 1896 in Moskau; † 31. Dezember 1984 in Vancouver) war ein russisch-kanadischer Bauingenieur und Mitbegründer der Gitterrostmethode.

## Leben
Hrennikoff studierte am Moskauer Institut für Kommunikationsingenieure und emigrierte 1933 nach Kanada, wo er an der University of British Columbia seinen Master-Abschluss erhielt. 1940 wurde er am Massachusetts Institute of Technology promoviert. In seiner Dissertation (Plane stress and bending of plates by method of articulated framework) und den nachfolgenden darauf aufbauenden Veröffentlichungen entwickelte er die Gitterrostmethode. Darin werden zweidimensionale elastische Kontinua durch Fachwerke angenähert. Hrennikoff baute die Methode später aus und wandte sie unter anderem auf die Stabilitätsanalyse von Schalen und Platten an. Sie war die erste Methode, die in der frühen Phase des Einsatzes von Computern für Entwurf und Berechnung in der Automobilindustrie eingesetzt wurde und ein Vorläufer der Finiten Elemente Methode. Er war 1941 bis 1984 Professor für Bauingenieurwesen an der University of British Columbia.
1949 erhielt er den Moisseiff Award der ASCE.

## Wichtige Veröffentlichungen
- A. Hrennikoff: Solution of problems of elasticity by the frame-work method. In: ASME J. Appl. Mech., 8, 1941, 8, S. 169–175
- Robert Flegel: Beiträge zu den Hrennikoffschen Stabmodellen für Scheiben- und Plattenprobleme. 1968